# Himantura leoparda

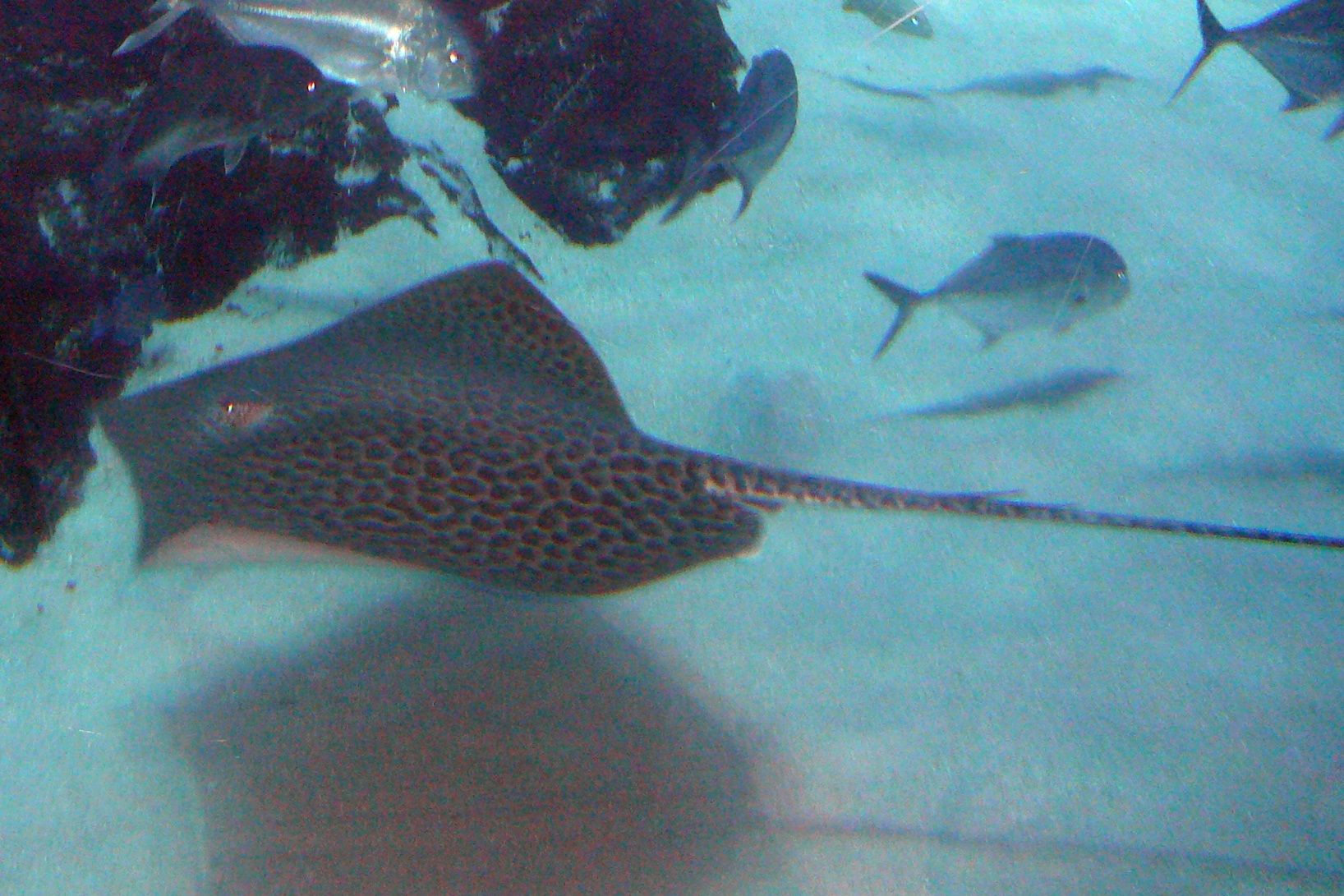
Himantura leoparda a l'aquari de Geòrgia

Himantura leoparda és una espècie de peix pertanyent a la família dels dasiàtids.

## Descripció
- La femella pot arribar a fer 110,5 cm de llargària màxima.
- Fa 20 cm de llargària en el moment de néixer.[2]

## Hàbitat
És un peix marí, bentopelàgic i de clima tropical que viu fins als 70 m de fondària.

## Distribució geogràfica
Es troba a la conca Indo-Pacífica: des d'Àfrica fins a Nova Guinea, Tailàndia i Austràlia.

## Observacions
És inofensiu per als humans.